# Karlovačka županija
Karlovačka županija nalazi se u središnjoj Hrvatskoj. Graniči s dvjema susjednim državama, Slovenijom te Bosnom i Hercegovinom. Upravno, političko, gospodarsko, kulturno i sportsko središte županije je Grad Karlovac. Dan županije obilježava se 25. travnja.

## Upravna podjela
Karlovačka županija podijeljena je na 5 gradova i 17 općina.
- Gradovi:
  - Duga Resa
  - Karlovac
  - Ogulin
  - Slunj
  - Ozalj

- Općine:
  - Barilović
  - Bosiljevo
  - Cetingrad
  - Draganić
  - Generalski Stol
  - Josipdol
  - Kamanje
  - Krnjak
  - Lasinja
  - Netretić
  - Plaški
  - Rakovica
  - Ribnik
  - Saborsko
  - Tounj
  - Vojnić
  - Žakanje

## Stanovništvo
Prema popisu stanovništva iz 2021. godine broj stanovnika je 112 195.
Gustoća naseljenosti 2021. bila je 30,97 stanovnika/km2.
| broj stanovnika | 165697 | 175170 | 172220 | 188904 | 194294 | 197959 | 188824 | 213633 | 194643 | 201748 | 202431 | 195096 | 186169 | 184577 | 141787 | 128899 | 112195 |
|                 | 1857.  | 1869.  | 1880.  | 1890.  | 1900.  | 1910.  | 1921.  | 1931.  | 1948.  | 1953.  | 1961.  | 1971.  | 1981.  | 1991.  | 2001.  | 2011.  | 2021.  |

## Zemljopis
Površina županije je 3626 km2 (6,4 % ukupne površine Hrvatske).

## Vanjske poveznice
- Službena stranica županije

|  | Portal Hrvatske – Pristup člancima s tematikom o Hrvatskoj. |